# Rédl
Minisérie Rédl (2018) režiséra Jana Hřebejka je čtyřdílný kriminální thriller České televize, sugestivně líčící atmosféru společnosti, složitě hledající vypořádání se s vlastní minulostí. Děj je zasazen do éry rozdělení Československa: Na sklonku roku 1992 bojuje vojenský prokurátor Roman Rédl (Ondřej Sokol) proti organizovanému zločinu na pozadí odsunu sovětských vojsk z východní Evropy.
Autor předlohy tohoto fiktivního příběhu, scenárista Miro Šifra, propojil reálné události: soudní proces generála Aloize Lorence (seriálový genpor. Josef Ferenc) a stahování sovětských vojsk z území východního Německa přes ČSFR. Seriál, představený 5. listopadu 2018, byl premiérově vysílán od 11. listopadu do 2. prosince 2018 na ČT1; zaznamenal velký úspěch, byl oceněn na dvou festivalech a obdržel nominaci na ceny Českého lva.

## Děj
Československo v roce 1992; teprve nedávno padl komunistický režim a sovětská okupační armáda se ve spěchu po železnici stahuje zpět do východní Evropy. Vagony odjíždějící ze země jsou napěchovány zbraněmi, náhradními díly, municí a dalšími cennými věcmi. Dva mladí studenti, testující nový železniční sledovací systém, zjišťují, že některé sovětské vagony se cestou na východ v evidenci nepochopitelně ztrácejí. Oba muži se rozhodnou přijít problému na kloub. O několik dní později je jeden z nich nalezen mrtvý a druhý je pravděpodobně na útěku. Poručík Roman Rédl se s týmem vyšetřovatelů snaží přijít na to, co bylo důvodem k vraždě a kam až sahají nitky zločinu, který možná překračuje hranice Československa až někam daleko na východ.

## Obsazení
| Ondřej Sokol     | por. JUDr. Roman Rédl |
| David Novotný    | mafián Karel Pashali  |
| Martin Hofmann   | mafián Jiří Novák     |
| Roman Polák      | generál Jozef Ferenc  |
| Petra Hřebíčková | Ivana Kleinová        |
| Michal Isteník   | prokurátor Štift      |
| Martin Pechlát   | prokurátor Navara     |
| Kryštof Bartoš   | Petr Boček            |
| Ján Sedal        | Jan Frim st.          |
| Oskar Hes        | Jan Frim ml.          |
| Mária Pavlová    | Hana Javornická       |
| Zuzana Ščerbová  | Lenka Richtrová       |
| Naďa Kovářová    | soudkyně Císařovská   |
| Helena Šulcová   | Jiřina Navarová       |

## Seznam dílů
1. Prokurátor
2. Komu se dá věřit?
3. Ivana
4. Děs

## Kritika
- Stanislav Dvořák, Novinky.cz 80 %[6]
- Mirka Spáčilová, Mladá fronta DNES / iDNES.cz 55 %[7][8]
- Eva Vejdělková, Právo: Díky Hřebejkově režii vyzněl Rédl působivě a mimořádně – jak tématem, tak ztvárněním, přesto zanechal dojem díla ne úplně dotaženého k plně konzistentní formě. Šifrova zápletka sama o sobě nabízí něco mezi detektivkou a gangsterkou; děj si leckde pomáhá scenáristickými náhodami a občasné dějové mezery Hřebejk zdařile překlenuje, což ale nestačí. Po sarkasticky hořkém zakončení se vnucuje otázka, zda by tematizovaná 90. léta a prorůstání organizovaného zločinu s bývalými i těmi novými bezpečnostními strukturami nestálo za serióznější pokus o rekonstrukci Lorenzova případu. Pochybnosti zapříčiňuje dojem, že thriller nerozehrál pořádně ani jedno z obou témat a také (obě tato témata) spojující ne zcela přesvědčivá konstrukce. Tím slabým místem je samotný hlavní hrdina, ex-výsadkář a vojenský prokurátor, který zahodil všechny profesionální zkušenosti a instikty a rozjel soukromé pátrání na vlastní pěst. Absentující podrobnější psychologie prokurátora Rédla pak vede i k tomu, že jeho skrývaná homosexualita i tajemství z minulosti vyzní křečovitě a jako účelový způsob, jak drama finalizovat. (celý text viz[3])
- Jarmila Křenková, A2larm: Rédl přesvědčivě zvýznamňuje, že jednoznačné pravdy jsou podezřelé a náhlé dějinné zlomy neexistují. Kromě toho ukazuje, že česká kriminálka nebo thriller nemusí být jen nikam nevedoucí pachtění za zahraničními vzory. (celý text on-line na[9])